# Muntanya Negra

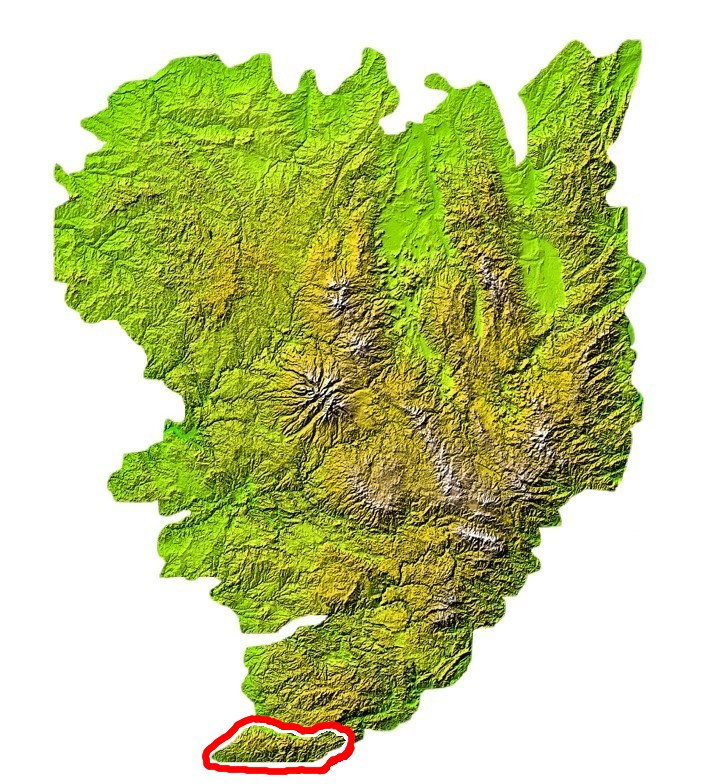
Situació de la Muntanya Negra dins del Massís Central

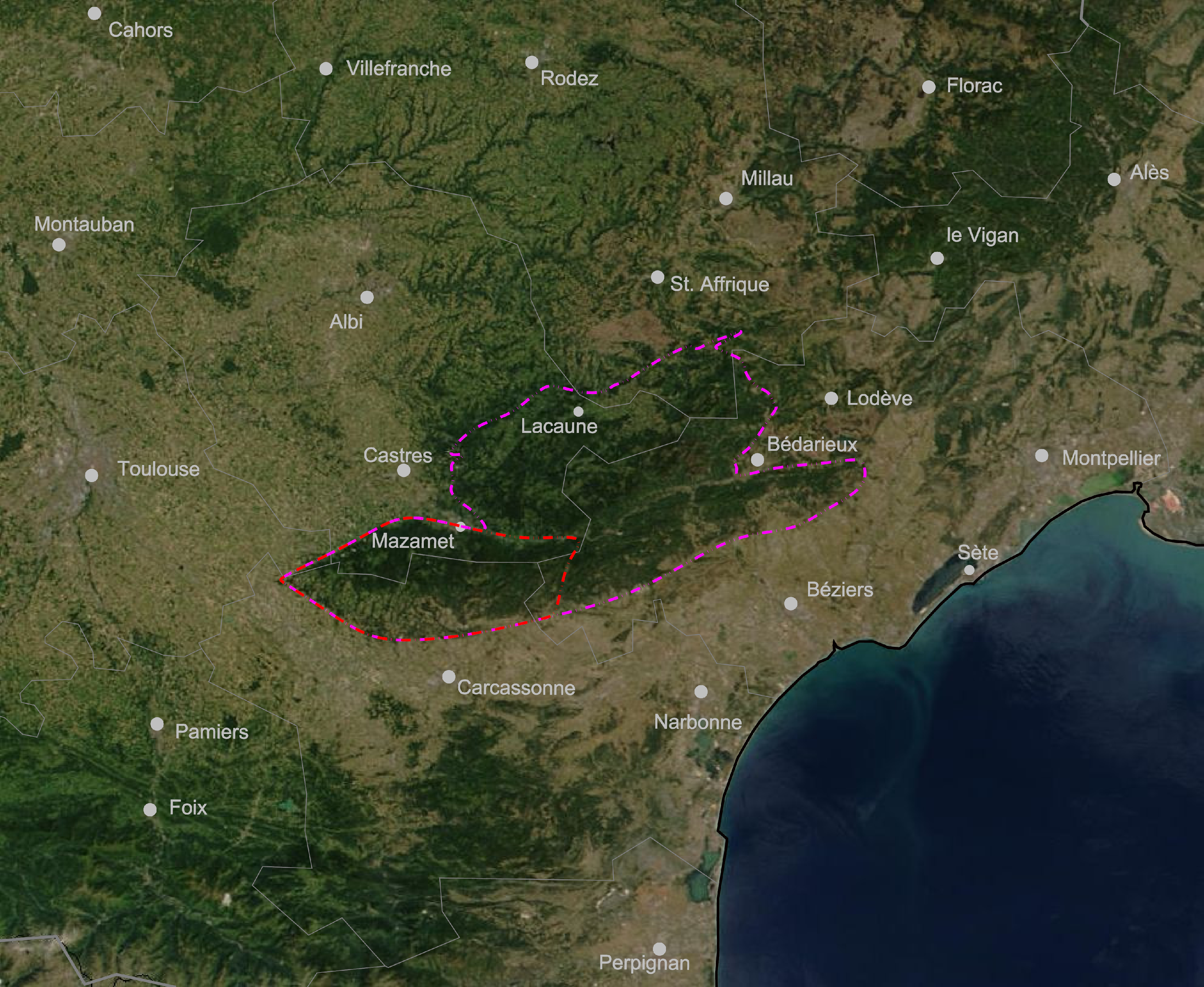
Límits geogràfics (en vermell) i geològics (en magenta) de la Muntanya Negra

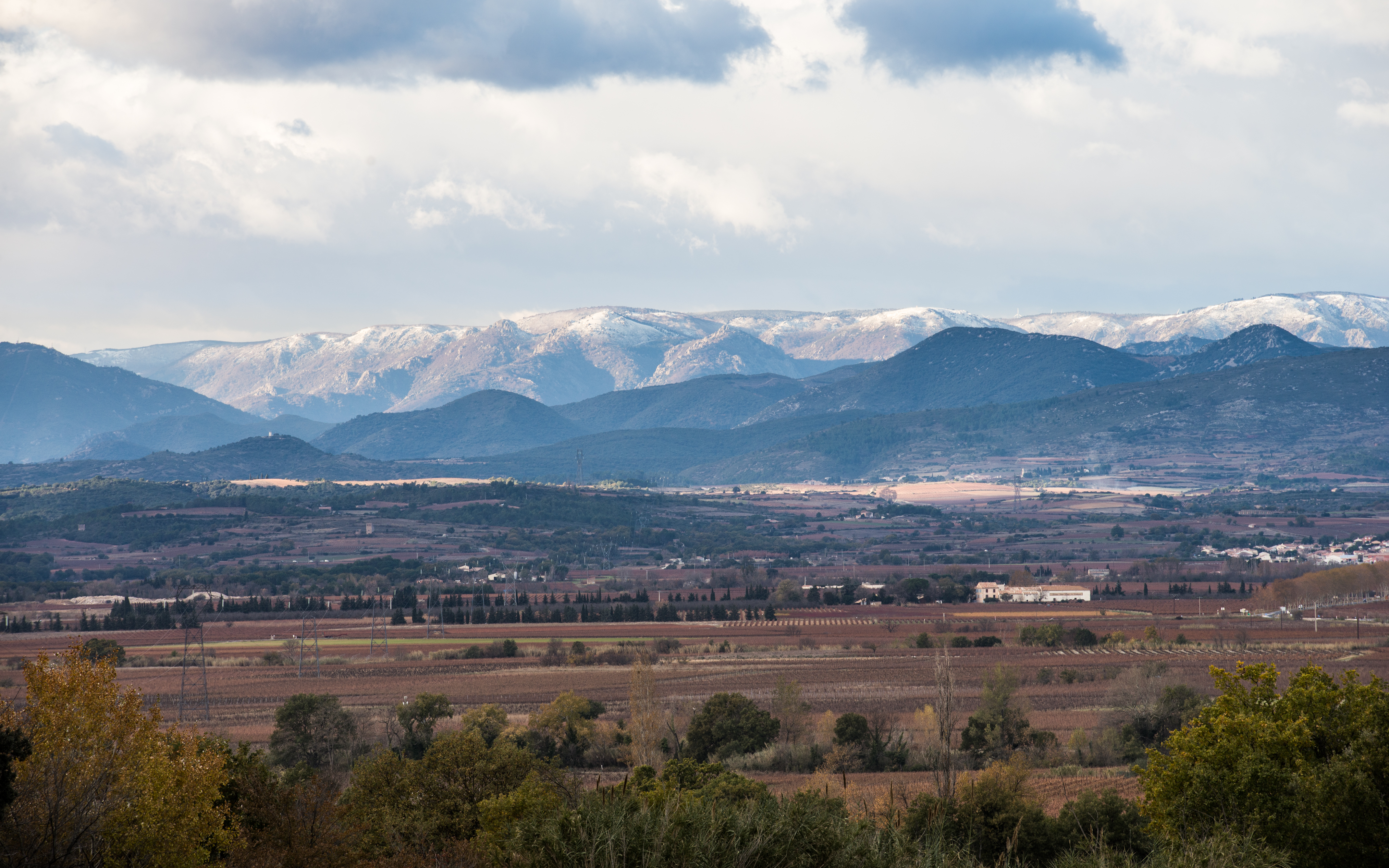
La Muntanya Negra.

La Muntanya Negra (Montanha Negra en occità, Montagne Noire en francès), és un massís muntanyós situat a l'extremitat sud-oest del Massís Central, a estat francès, i representa la línia divisòria dels departament del Tarn, l'Erau i el de l'Aude. Als peus d'aquesta serralada, pel nord, hi ha la ciutat de Masamet.

## Geografia
La Muntanya Negra la comparteixen quatre departaments, l'Aude i el Tarn (els quals n'ocupen una major extensió), i l'Alta Garona i l'Erau (que només posseeixen zones petites).
El massís, orientat d'est a oest presenta dues cares: 
- El vessant nord abrupte és cobert de boscos obacs de roures, faigs, avets i pinàcies. La ciutat de Masamet està situada en aquest vessant i és considerada la capital de la Muntanya Negra.
- El vessant sud-est menys abrupte, que comprèn dos territoris principals: el Cabardés al sud que s'estén fins a Carcassona, el Menerbés a l'est i una part del Lauragués a l'oest. Des de nombrosos indrets d'aquest vessant es poden guaitar bells panorames de la serralada dels Pirineus (Pradelles-Cabardès, Saissac, Cuxac-Cabardès).

El clima és generalment suau en tot el conjunt, de tipus mediterrani, però bastant ventós. Tot i així, al Cabardés i el vessant nord, el temps és més fred. L'estiu és menys calorós que a la plana, gràcies als boscos humits, i l'hivern és fresc amb nevades regulars als cims.
El punt més alt és el Pic de Nòra, de 1 210 metres d'atura. La Muntanya Negra és inclosa dins del Parc natural regional de l'Alt Llenguadoc.

## Geologia
La muntanya Negra és un vell massís varisc (360-300 milions d'antiguitat) orientat seguint un eix est-oest. Els mantells invertits (les roques més joves es troben sobre les més velles) al sud-oest del massís són molt cèlebres.
La Muntanya Negra dels geòlegs és clarament més grossa que la concebuda per la geografia. La sistema s'estén fins a Castres i Camarès, i incorpora d'aquesta manera els Monts de Lacaune, el Sidobre i els Monts de l'Espinosa.
Es poden visitar les coves de Limousis i la de Cabrespine. Pedreres de granit reconegudes s'exploten a la regió del Sidobre. El vessant sud de la muntanya és aspre i sec i s'inclina vers les planes del Lauragués.

## Vegetació
La densitat de la massa forestal al vessant nord i al Cabardés, ha donat nom a la muntanya. El 55% dels boscos són caducifolis i hi ha també una alta presència de pinals.
El Cabardés és una regió forestal i salvatge, de la mateixa manera que el vessant nord. La natura, ben preservada, està representada per pinàcies, avets, faigs i castanyers com a espècies més abundants d'arbres. La densa vegetació de la Lobatièra és un bon exemple d'aquesta diversitat natural. També és freqüent de trobar-s'hi cabirols i senglars. En les zones baixes d'aquest vessant hi creixen les vinyes de l'AOC Cabardés fins a les portes de Carcassona. Dins d'aquesta regió hi ha també alguns llacs, que serveixen essencialment com a reserves d'aigua per al Canal del Migdia. Alguns exemples són el Lampy, Laprade (conegut per les antigues fargues), La Galobe o també St-Ferréol al Lauragués.
El Menervés té l'aspecte sec típic de les zones mediterrànies amb alzinars, oliveres, pins i garrigues. Per aquesta regió transcorren gorges fondes amb rierols. Nombroses espècies animals i vegetals hi cohabiten: conills, llebres senglars i d'altres espècies de caça pobles aquest territori compost de vinyes i pinedes
A final d'estiu i la tardor els boscos de la Muntanya Negra s'omplen de boletaires i persones que cerquen castanyes, i també de caçadors i excursionistes que venen a admirar els colors canviants de la tardor sobre la muntanya.

## Apunts d'història
La presència humana dins el massís ve d'antic. En tenim el testimoni material en diverses coves, com la del Trou de la cité situada dins la comuna de Las Tors.
Durant els segles xii i xiii es convertirà en refugi de trobadors i de càtars. Els senyors de Cap d'Aret, propietaris dels castells de Las Tors, van acollir i patrocinar trobadors i, durant la Croada albigesa van ser desposseïts de les seves terres per Simó de Montfort, sospitosos d'heretgia.
Les aigües de la Muntanya Negra han servit per alimentar el canal del Migdia. Amb el regnat de Lluís XIV, l'enginyer Pierre-Paul Riquet se li encomanà enllaçar Tolosa amb la Mediterrània. Aquest projecte va ser el principi dels llargs i costosos treballs de construcció del Canal de les Dues Mars, també conegut com el Canal del Migdia. Davant del problema d'alimentació permanent del canal, Riquet va idear un sistema basat en la construcció de tres llacs alimentats per petits canals artificials que recullen l'aigua. Al llac de Sant Ferriol es troba la maquinària necessària que permet de regular l'alimentació del canal i el seu nivell d'aigua. Molts obrers van morir durant les obres.